# Чо Вон Хи
Чо Вон Хи (кор. 조원희 [tɕo.wʌn.ɦi]; 17 апреля 1983, Сеул, Республика Корея) — южнокорейский футболист, полузащитник. С 2005 по 2009 год выступал за сборную Южной Кореи.

## Клубная карьера
Во взрослом футболе дебютировал в 2002 году выступлениями за клуб «Ульсан Хёндэ», но принял участие лишь в одном матче чемпионата. После этого проходил военную службу в клубе «Санджу Санму», по окончании которой перешел в «Сувон Самсунг Блюуингз». Сначала он выступал на позиции правого и центрального защитника, конкурируя с Сон Джон Гуком, но в 2007 году, после длительной травмы опорного полузащитника Ким Нам Иля, он изменил свою позицию на опорного полузащитника. После выигрыша Кей-Лиги в 2008 году, он стал свободным агентом.
После этого Чо был связан с несколькими европейскими клубами, включая немецкий «Шальке 04» и французский «Монако». В 2009 году перешел в английский «Уиган Атлетик», так как ФК «Монако» заполнил все разрешенные слоты для игроков, которые не являются гражданами Европейского союза. 6 марта 2009 года подписал контракт на 2 года и 6 месяцев с английским клубом. Кореец дебютировал за резервную команду против «Ливерпуля», отдав результативную передачу. Тем не менее вскоре Чо получил повреждение в товарищеской игре против сборной Ирака и долгое время не мог выступать за главную команду, почти пропустив остаток сезона, но все таки сумел полностью восстановиться, чтобы сыграть в Премьер-лиге за «Уиган» в последнем матче сезона 2008/09 против «Сток Сити». В следующем сезоне Чо сыграл еще четыре матча за клуб, в основном выходил на замену и основным игроком стать не сумел. В январе 2010 года он был отдан на год в аренду в «Сувон Самсунг Блюуингз», выиграв с ними Кубок Южной Кореи.
13 февраля 2011 года Чо на правах свободного агента перешел в китайский «Гуанчжоу Эвергранд Таобао» и стал единственным игроком клуба, который появился во всех 30 матчах Суперлиги в сезоне 2011 года. Тем не менее 30 мая 2012 года Чо получил перелом ребер в матче Лиги чемпионов АФК против «Токио» (1:0), после чего потерял свою позицию в основе, уступив соотечественнику Ким Ён Гвону. Вместе с клубом выиграл чемпионат Китая в сезонах 2011 и 2012 годов, а также становился обладателем национального Кубка и Суперкубка.
В сезоне 2013 года играл за китайский клуб «Ухань Чжоэр», однако не спас его от последнего места и вылета из Суперлиги, после чего вернулся на родину, став игроком клуба «Кённам».
4 июля 2014 года вновь отправился за границу, на этот раз в японский клуб «Омия Ардия», но основным игроком не стал и в конце года снова вернулся в Корею, в клуб «Сеул Е-Ленд».
В состав клуба «Сувон Самсунг Блюуингз» присоединился в начале 2016 года. По состоянию на 1 января 2017 года отыграл за сувонскую команду 26 матчей в национальном чемпионате.

## Карьера в сборной
В течение 2002—2003 годов привлекался в состав молодёжной сборной Южной Кореи. На молодёжном уровне сыграл в 9 официальных матчах, забив 1 гол.
12 октября 2005 года дебютировал в официальных матчах в составе национальной сборной Южной Кореи в товарищеской игре против сборной Ирана (2:0), в котором забил свой первый и единственный гол за сборную.
В составе сборной был участником чемпионата мира 2006 года в Германии, однако на поле ни разу не вышел.
Всего за сборную провёл 38 матчей, забив 1 гол.

## Достижения
«Сувон Самсунг Блюуингз»
- Чемпион Южной Кореи (1): 2008
- Обладатель Кубка Южной Кореи (2): 2010, 2016
- Обладатель Кубка южнокорейской лиги (2): 2005, 2008
- Обладатель Суперкубка Южной Кореи (1): 2006

 Гуанчжоу Эвергранд Таобао
- Чемпион Китая (2): 2011, 2012
- Обладатель Кубка Китая (1): 2012
- Обладатель Суперкубка Китая (1): 2012

## Статистика выступлений

### Клубная
| Клуб             | Клуб                      | Клуб             | Лига | Лига | Кубок             | Кубок             | Кубок Лиги    | Кубок Лиги    | Континентальный | Континентальный | Итого | Итого |
| Сезон            | Клуб                      | Лига             | Игра | Голы | Игры              | Голы              | Игры          | Голы          | Игры            | Голы            | Игры  | Голы  |
| Южная Корея      | Южная Корея               | Южная Корея      | Лига | Лига | Кубок Южной Кореи | Кубок Южной Кореи | Кубок Лиги    | Кубок Лиги    | Азия            | Азия            | Итого | Итого |
| ---------------- | ------------------------- | ---------------- | ---- | ---- | ----------------- | ----------------- | ------------- | ------------- | --------------- | --------------- | ----- | ----- |
| 2002             | Ульсан Хёндэ              | Кей-лига         | 1    | 0    |                   |                   | 0             | 0             | -               | -               | 1     | 0     |
| 2003             | Санджу Санму              | Кей-лига         | 23   | 2    | 0                 | 0                 | -             | -             | -               | -               | 23    | 2     |
| 2004             | Санджу Санму              | Кей-лига         | 10   | 0    | 0                 | 0                 | 11            | 0             | -               | -               | 21    | 0     |
| 2005             | Сувон Самсунг Блюуингз    | Кей-лига         | 20   | 0    | 2                 | 0                 | 9             | 0             |                 |                 | 31    | 0     |
| 2006             | Сувон Самсунг Блюуингз    | Кей-лига         | 23   | 0    | 2                 | 0                 | 4             | 0             | -               | -               | 29    | 0     |
| 2007             | Сувон Самсунг Блюуингз    | Кей-лига         | 14   | 0    | 2                 | 0                 | 5             | 0             | -               | -               | 21    | 0     |
| 2008             | Сувон Самсунг Блюуингз    | Кей-лига         | 25   | 1    | 1                 | 0                 | 10            | 0             | -               | -               | 36    | 1     |
| Англия           | Англия                    | Англия           | Лига | Лига | Кубок ФА          | Кубок ФА          | Кубок Карабао | Кубок Карабао | Европа          | Европа          | Итого | Итого |
| 2008-09          | Уиган Атлетик             | Премьер-лига     | 1    | 0    | 0                 | 0                 | 0             | 0             | -               | -               | 1     | 0     |
| 2009-10          | Уиган Атлетик             | Премьер-лига     | 4    | 0    | 0                 | 0                 | 0             | 0             | -               | -               | 4     | 0     |
| Южная Корея      | Южная Корея               | Южная Корея      | Лига | Лига | Кубок Южной Кореи | Кубок Южной Кореи | Кубок Лиги    | Кубок Лиги    | Азия            | Азия            | Итого | Итого |
| 2010             | Сувон Самсунг Блюуингз    | Кей-лига         | 20   | 1    |                   |                   | 6             | 0             | -               | -               | 26    | 1     |
| Китай            | Китай                     | Китай            | Лига | Лига | Кубок CFA         | Кубок CFA         | Кубок CSL     | Кубок CSL     | Азия            | Азия            | Итого | Итого |
| 2011             | Гуанчжоу Эвергранд Таобао | Суперлига        | 30   | 0    | 2                 | 0                 | -             | -             | -               | -               | 32    | 0     |
| 2012             | Гуанчжоу Эвергранд Таобао | Суперлига        | 17   | 0    | 2                 | 0                 | -             | -             | 7               | 0               | 26    | 0     |
| 2013             | Ухань Чжоэр               | Суперлига        | 29   | 0    | 0                 | 0                 | -             | -             | -               | -               | 29    | 0     |
| Южной Корея      | Южной Корея               | Южной Корея      | Лига | Лига | Кубок Южной Кореи | Кубок Южной Кореи | Кубок Лиги    | Кубок Лиги    | Азия            | Азия            | Итого | Итого |
| 2014             | Кённам                    | Кей-лига         | 12   | 0    | 0                 | 0                 | -             | -             | -               | -               | 12    | 0     |
| 2014             | Омия Ардия                | Джей-лига        | 4    | 0    | 0                 | 0                 | -             | -             | -               | -               | 4     | 0     |
| 2015             | Сеул Е-Лэнд               | Кей-лига         | 37   | 0    | 0                 | 0                 | -             | -             | -               | -               | 37    | 5     |
| 2016             | Сувон Самсунг Блюуингз    | Кей-лига         | 26   | 0    | 0                 | 0                 | -             | -             | -               | -               | 26    | 1     |
| 2017             | Сувон Самсунг Блюуингз    | Кей-лига         | 11   | 0    | 0                 | 0                 | -             | -             | -               | -               | 11    | 0     |
| Итого            | Южная Корея               | Южная Корея      | 148  | 4    | 7                 | 0                 | 45            | 0             |                 |                 | 200   | 4     |
| Итого            | Англия                    | Англия           | 5    | 0    | 0                 | 0                 | 0             | 0             | -               | -               | 5     | 0     |
| Итого            | Китай                     | Китай            | 76   | 0    | 4                 | 0                 | 0             | 0             | 7               | 0               | 87    | 0     |
| Всего за карьеру | Всего за карьеру          | Всего за карьеру | 229  | 4    | 11                | 0                 | 45            | 0             | 7               | 0               | 292   | 4     |